# Ella Koon
Ella Koon Yun Na, född 9 juli 1979, är en Hongkong-boende sångerska, skådespelerska och fotomodell med franskt medborgarskap. Hon föddes på Tahiti, har kinesiskt påbrå och växte upp i Hongkong men gick i skola i Birmingham, England. 

## Filmografi (i urval)
- 2006 – Undercover Hidden Dragon
- 2006 – Ice Age 2: Istiden har aldrig varit hetare (röst)
- 2006 – Arthur och Minimojerna (röst)
- 2009 – The Princess and the Frog (röst)
- 2009 – Ice Age 3: Det våras för dinosaurierna (röst)